# نیلبوک
نیلبوک (به آلمانی: Nielebock) یک منطقهٔ مسکونی در آلمان است که در یریشو واقع شده‌است.
 نیلبوک  ۲۳۸ نفر جمعیت دارد.